# Harrison Tasher
Harrison Tasher (né le 5 janvier 1985 au Belize) est un joueur de football international bélizien, qui évolue au poste de milieu de terrain.

## Biographie

### Carrière en sélection
Harrison Tasher reçoit 14 sélections en équipe du Belize, sans inscrire de but, entre 2008 et 2013.
Il joue son premier match en équipe nationale le 22 janvier 2008, contre le Salvador (défaite 0-1). Il reçoit sa dernière sélection le 13 juillet 2013, contre le Costa Rica.
Il dispute trois matchs lors des éliminatoires du mondial 2010, et cinq lors des éliminatoires du mondial 2014.
Il participe avec l'équipe du Belize, à la Gold Cup 2013 organisée aux États-Unis.